# Didaktik M
Didaktik M (M) је кућни рачунар фирме Didaktik који је почео да се производи у Чехословачкој током 1990. године.
Користио је Z80A микропроцесорску јединицу а RAM меморија рачунара је имала капацитет од 64 KB (48 KB слободно), до 128 KB. 

## Детаљни подаци
Детаљнији подаци о рачунару M су дати у табели испод.
|                       |                                |
| [ 1 ]                 |                                |
| Произвођач            |                                |
| Тип                   | кућни рачунар                  |
| Меморија              | 64 (48 слободно), до 128 KB    |
| Поријекло             | Чехословачка                   |
| Година                | 1990                           |
| Тастатура             | QWERTY механичка тастатура     |
| Процесор              |                                |
| Фреквенција процесора | 4                              |
| RAM                   | 64 (48 used), до 128 KB        |
| ROM                   | Didaktik M ROM 91              |
| Текст                 | 32 x 22                        |
| Графика               | 256 x 192                      |
| Боја                  | 8                              |
| Звук                  | мали звучник, 1 глас, 5 октава |
| Димензије             | непознато                      |
| Портови               |                                |
| Оперативни систем     |                                |